# Alien hand-syndrom
Alien hand-syndromet (forkortet AHS, også kaldet anarkistisk hånd eller Dr. Strangelove-syndromet) er en usædvanlig neurologisk lidelse i hvilken en af patientens hænder (eller andre lemmer) ikke lader til at være styret af patienten selv, men at i stedet synes at have egen, fri vilje. AHS er bedst dokumenteret i sager, hvor en person har haft sin hjernes to hemisfærer kirurgisk separeret, en procedure der nogen gange bruges til at lindre symptomerne i svære tilfælde af epilepsi. Det forekommer også efter anden neurokirurgi, apopleksi eller infektioner.
| Sygdom | Spire Denne artikel om sygdom er en spire som bør udbygges. Du er velkommen til at hjælpe Wikipedia ved at udvide den. |